# Día del Encuentro de Dos Mundos
El Día del Encuentro de Dos Mundos tiene lugar en Chile para celebrar el día 12 de octubre, antes denominado "Aniversario del Descubrimiento de América" e informalmente como "Día de la Raza". Fue declarado día festivo mediante la ley 3810 de 1922. 
En el 2000 se publicó la ley 19.668, que traslada a los días lunes los feriados correspondientes al 29 de junio y 12 de octubre, aludiendo a este último como el día del descubrimiento de dos mundos en alusión al lema oficial de las celebraciones del Quinto Centenario del Descubrimiento de América (aunque todavía se usa el nombre informal) y pasó a observarse el lunes más cercano al 12 de octubre si esta fecha cae entre martes y viernes. No obstante, dicha ley no derogó la ley 3810 ni el DL 687 de 1974, por lo que el día del Descubrimiento de América es aún la denominación legal oficial.